# Kard
I Kard (카드?; spesso stilizzato in K♠RD o KARD) sono un gruppo musicale formatosi a Seul nel 2016. Il gruppo è composto da 4 membri: BM, J.Seph, Jeon So-min e Jeon Ji-woo.

## Formazione
- J.Seph (Kim Tae-hyung) – voce, rap (2017-presente)
- BM (Matthew Kim) – voce, rap (2017-presente)
- Jeon So-min – voce (2017-presente)
- Jeon Ji-woo – voce, rap (2017-presente)

## Discografia

### EP
- 2017 – Hola Hola
- 2017 – You & Me
- 2018 – Ride on the Wind
- 2020 – Red Moon
- 2022 – Re:

### Singoli
- 2016 – Oh NaNa (feat. Hur Youngji)
- 2017 – Don't Recall
- 2017 – Rumor
- 2019 – Bomb Bomb
- 2019 – Dumb Litty
- 2020 – Way with Words

### Collaborazioni
- 2018 – Lo Siento (Super Junior feat. KARD)

## Videografia
- 2016 – Oh NaNa
- 2016 – Don't Recall
- 2016 – Rumor
- 2017 – Hola Hola
- 2017 – You In Me
- 2017 – Trust Me
- 2018 – Ride on the Wind
- 2019 – Bomb Bomb
- 2020 – Red Moon
- 2020 – Gunshot
- 2022 – Ring the Alarm

## Tournée
- 2017/19 – Wild Kard Tour
- 2019 – Play Your Kard Right Tour
- 2022 - Wild Kard Tour 2022